# روي ويلسون
روي ويلسون (بالإنجليزية: Sir Roy Wilson)‏ هو مصرفي وسياسي بريطاني (وحمل سابقاً جنسية المملكة المتحدة لبريطانيا العظمى وأيرلندا)، ولد في 10 أغسطس 1876، وتوفي في 27 أغسطس 1942. حزبياً، نشط في حزب المحافظين. في الانتخابات العامة في المملكة المتحدة 1924 ‏، انتخب عضو برلمان المملكة المتحدة الـ34 عن دائرة Lichfield ‏ (29 أكتوبر 1924 – 10 مايو 1929).